# Allée Lydia-Becker
L'allée Lydia-Becker est une voie nouvelle du 18e arrondissement de Paris située dans le quartier de la Chapelle.

## Situation et accès
L'allée est desservie par la ligne 12 à la station Porte de la Chapelle, ainsi que la ligne 3b du tramway d'Île-de-France.
Elle commence au rue Pierre-Mauroy et finit au rue des Cheminots. Elle fait face au passage du Gué, voie piétonne qui la relie à la rue de la Chapelle.
Elle est séparée de l'allée Léon-Bronchart par le square du 21-Avril-1944 qui honore le jour du droit de vote des femmes en France mais également le bombardement du 21 avril 1944 qu'a subi le quartier.

## Origine du nom

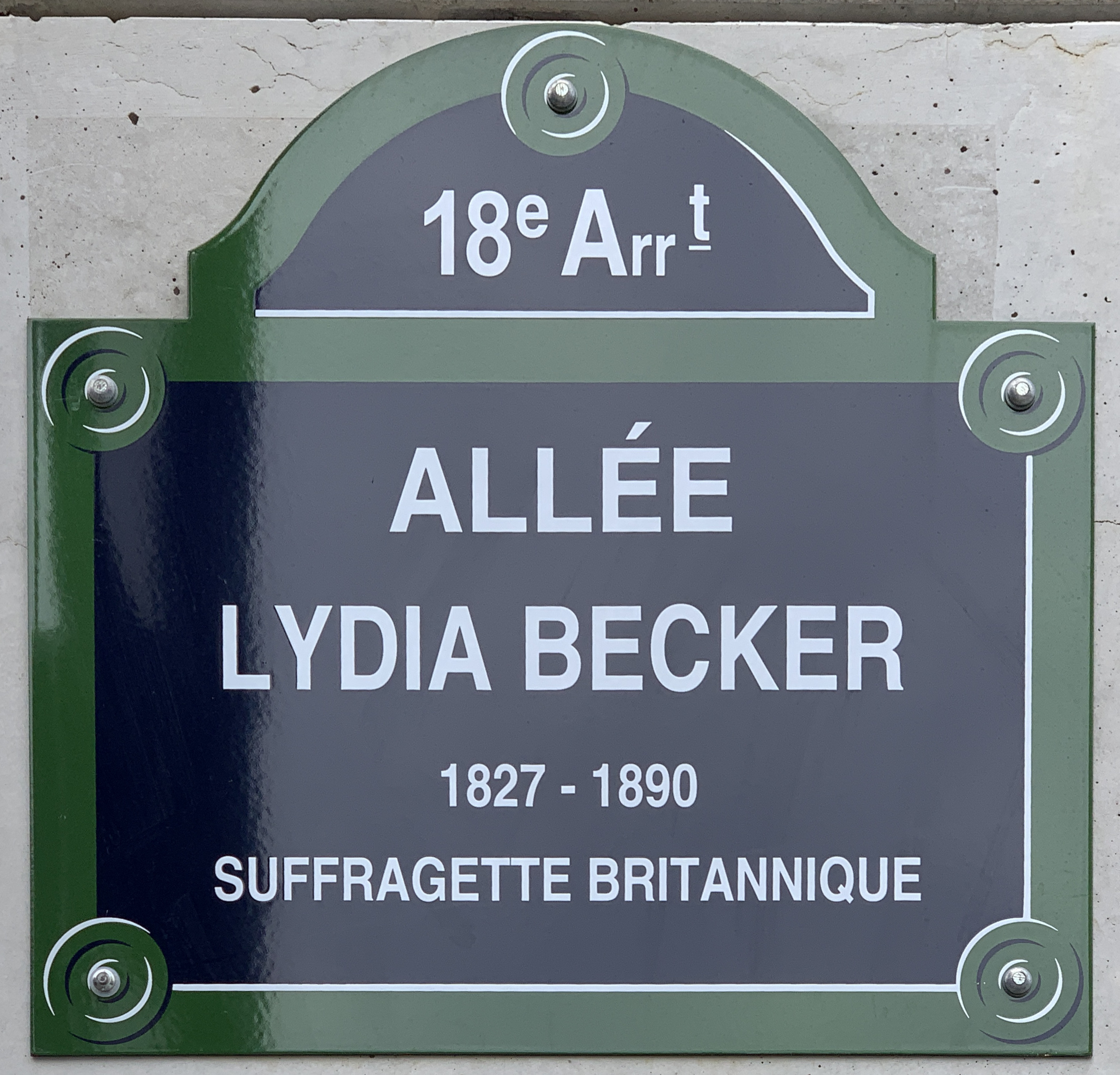
Plaque de l'allée.

Elle rend hommage à Lydia Becker, née le 24 février 1827 à Manchester, et morte le 18 juillet 1890 à Aix-les-Bains, féministe britannique qui a pris une part active dans le mouvement suffragiste anglais du XIXe siècle. La rue Eva-Kotchever, parallèle à l'allée, honore également une féministe célèbre.

## Historique
La voie a été nommée sous le nom provisoire de voie CT/18. Par un arrêté du 14 juin 2019, la voie devient la rue Mado Maurin, avant de prendre sa dénomination actuelle au Conseil du 18e arrondissement et du Conseil de Paris, officielle depuis le 4 octobre 2019.

## Bâtiments remarquables et lieux de mémoire
- Le quartier de Chapelle international
- Le parc Chapelle-Charbon
- La rue Pierre-Mauroy
- La rue des Cheminots
- Le square du 21-Avril-1944
- Le boulevard Ney